# رومن غورانوف
رومن غورانوف (بالبلغارية: Румен Горанов)‏ هو لاعب كرة قدم بلغاري في مركز الوسط، ولد في 15 يوليو 1984 في صوفيا في بلغاريا. لعب مع نادي لوكوموتيف بلوفديف ونادي لوكوموتيف صوفيا.

## وصلات خارجية
- رومن غورانوف على موقع قاعدة بيانات كرة القدم.إي يو (الإنجليزية)
- رومن غورانوف على موقع Soccerway.com (الإنجليزية)